# Rainier (Alberta)
Pour les articles homonymes, voir Rainier.
Rainier est un hameau (hamlet) du Comté de Newell, situé dans la province canadienne d'Alberta.